# Jasminum grandiflorum
Jasminum grandiflorum är en syrenväxtart som beskrevs av Carl von Linné. Jasminum grandiflorum ingår i släktet Jasminum och familjen syrenväxter. Inga underarter finns listade i Catalogue of Life.

## Bildgalleri

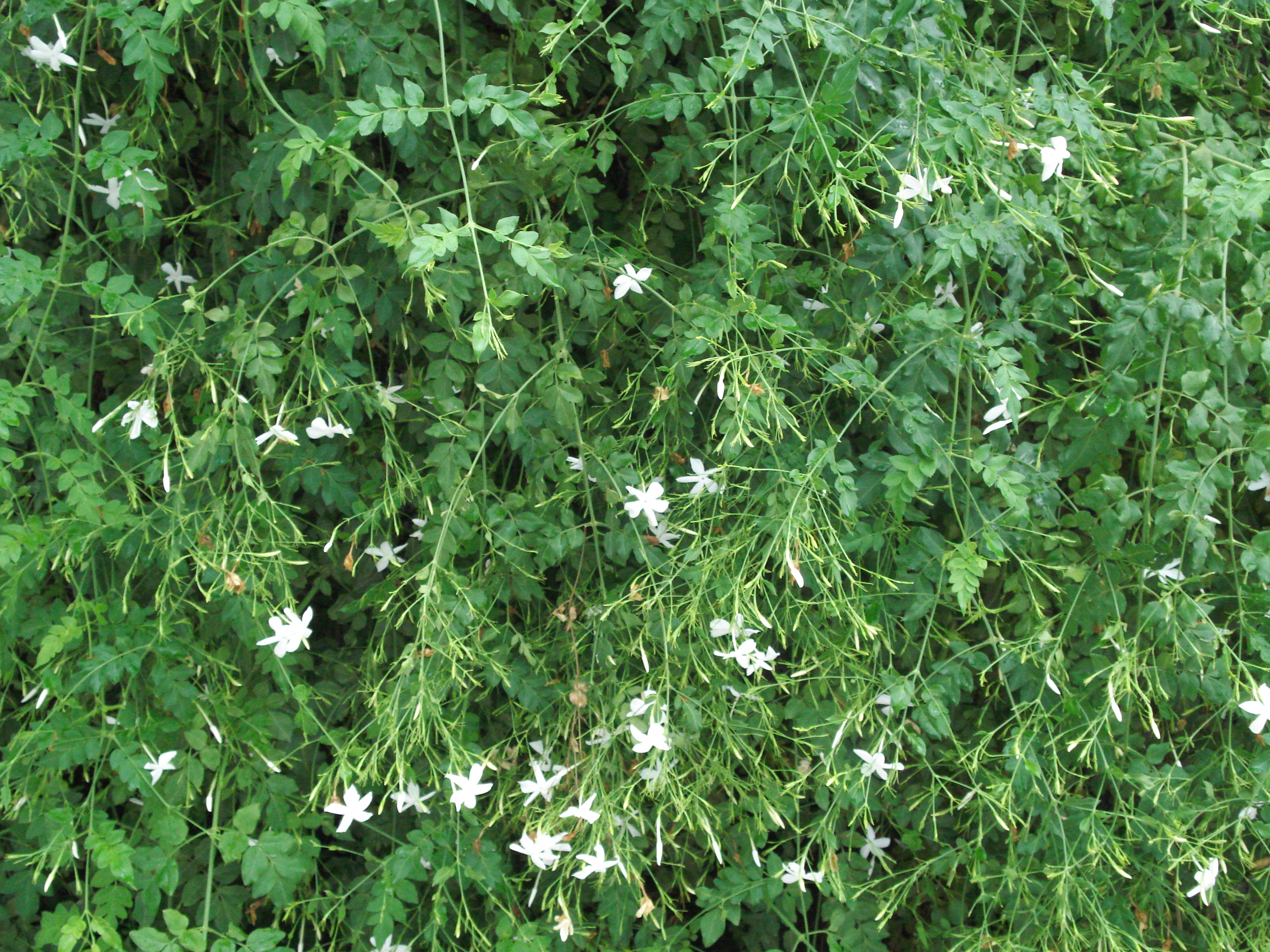